# 城陽市立北城陽中学校
城陽市立北城陽中学校（じょうようしりつ きたじょうようちゅうがっこう）は、京都府城陽市平川長筬にある公立中学校。学校給食センター方式の給食を実施している。略称は「北城中」「北中」。

## 概要
城陽市北部を校区とする中学校で、校地は宇治市との境界線に接している（地理的には宇治市に近いが、道路は宇治市側とつながっていない）。第5番目の市立中学校として、1981年に城陽市立西城陽中学校から分離する形で開校した。元々城陽市における市立中学校の建設は4校の予定であった。しかし、当時建設予定の仮称第四中学校（現在の城陽市立東城陽中学校）の立地場所が大きく東側に偏っており、今後西城陽中学校も生徒数が増加することが予想され、更には2小学校1中学校が妥当であるという判断から、急きょ現在の北城陽中学校が第五中学校として、第四中学校と同時に建設されることとなった。ピーク時は全校生徒が1000人を超えたが、近年（2009年時点）は少子化の影響により、1学年2〜3クラス程度にまで減少している。

## 沿革
- 1981年（昭和56年）4月 - 城陽市立北城陽中学校開校
- 1982年（昭和57年）1月 - 校歌制定
- 1985年（昭和60年）12月 - 学校環境緑化を推進
- 1986年（昭和61年）4月 - 校舎を増築（南棟1階西 2教室）
- 1987年（昭和62年）4月 - 校則を緩和[3]。新制服（ブレザー）を採用[3]
- 1993年（平成5年）9月 - グラウンド改良工事完成
- 1998年（平成10年）4月 - 焼却炉廃止に伴いシュレッダー設置
- 2002年（平成14年）3月 - 防犯システムを設置
- 2005年（平成17年）9月 - 体育館床改修工事が完成
- 2006年（平成18年）12月 - 耐震診断調査を実施
- 2008年（平成20年）6月 - プール塗装改修工事の完成
- 2008年（平成20年）8月 - シャワー設備工事が完成
- 2008年（平成20年）10月 - 校舎耐震診断調査及び耐震補強設計業務委託に着手
- 2011年（平成23年）8月 - 韓国慶山市の中学生訪問団20人が来校[4]

## 部活動
体育系
- 軟式野球部
- 陸上競技部
- 男子バスケットボール部
- 女子バスケットボール部
- 女子バレーボール部
- 男子ソフトテニス部
- 女子ソフトテニス部
- 剣道部
- 卓球部

文化系
- 吹奏楽部
- 美術・工芸部

## 通学区域
城陽市では公立学校選択制が導入されていないため、この2校の小学校区在住の場合、市立中学校への進学は原則北城陽中学校となる。
- 城陽市立久津川小学校（全域）
- 城陽市立古川小学校（全域）

## 学校の周辺
周辺施設
- 三和研磨工業 城陽工場
- 城陽福祉会 ケアハウスミレー京都
- 京都生協南部物流センター
- コメリ城陽店
- リカーマウンテン城陽平川店
- 宇治市立南宇治中学校
- 宇治市立平盛小学校
- 府営西大久保団地

周辺道路
- 国道24号
- 京都府道281号八幡城陽線

## 交通
- 近鉄京都線 久津川駅下車 西へ約1km

## 通学区域が隣接している学校
- 城陽市立西城陽中学校
- 城陽市立城陽中学校
- 城陽市立東城陽中学校
- 宇治市立広野中学校
- 宇治市立南宇治中学校
- 久御山町立久御山中学校
- 八幡市立男山東中学校